# Razzie Awards 2001
La 22ª edizione dei Razzie Awards si è svolta il 23 marzo 2002, per premiare i peggiori film dell'anno 2001. Le candidature erano state annunciate alcuni mesi prima, il giorno prima delle candidature ai Premi Oscar 2002. Freddy Got Fingered è stato il maggiore vincitore del 2001, con cinque premi, incluso il peggior film.
Il film più premiato dell'anno è stato Freddy Got Fingered, mentre i più nominati sono stati Freddy Got Fingered, candidato a otto premi, seguito da Driven con sette, Glitter e Pearl Harbor con sei e La rapina con cinque nomination.

## Vincitori e candidati
Verranno di seguito indicati in grassetto i vincitori.
Ove ricorrente e disponibile, viene indicato il titolo in lingua italiana e quello in lingua originale tra parentesi.

### Peggior film
- Freddy Got Fingered, regia di Tom Green
- Driven, regia di Renny Harlin
- Glitter, regia di Vondie Curtis-Hall
- Pearl Harbor, regia di Michael Bay
- La rapina (3000 Miles to Graceland), regia di Demian Lichtenstein

### Peggior attore
- Tom Green - Freddy Got Fingered
- Ben Affleck - Pearl Harbor
- Kevin Costner - La rapina (3000 Miles to Graceland)
- Keanu Reeves - Hardball, Sweet November - Dolce novembre (Sweet November)
- John Travolta - Unico testimone (Domestic Disturbance), Codice: Swordfish (Swordfish)

### Peggior attrice
- Mariah Carey - Glitter
- Penélope Cruz - Blow, Il mandolino del capitano Corelli (Captain Corelli's Mandolin), Vanilla Sky
- Angelina Jolie - Lara Croft: Tomb Raider, Original Sin
- Jennifer Lopez - Angel Eyes - Occhi d'angelo (Angel Eyes), Prima o poi mi sposo (The Wedding Planner)
- Charlize Theron - Sweet November - Dolce novembre (Sweet November)

### Peggior attore non protagonista
- Charlton Heston - Come cani e gatti (Cats & Dogs) (voce), Planet of the Apes - Il pianeta delle scimmie (Planet of the Apes), Amori in città... e tradimenti in campagna (Town & Country)
- Max Beesley - Glitter
- Burt Reynolds - Driven
- Sylvester Stallone - Driven
- Rip Torn - Freddy Got Fingered

### Peggior attrice non protagonista
- Estella Warren - Driven, Planet of the Apes - Il pianeta delle scimmie (Planet of the Apes)
- Drew Barrymore - Freddy Got Fingered
- Courteney Cox - La rapina (3000 Miles to Graceland)
- Julie Hagerty - Freddy Got Fingered
- Goldie Hawn - Amori in città... e tradimenti in campagna (Town & Country)

### Peggior regista
- Tom Green - Freddy Got Fingered
- Michael Bay - Pearl Harbor
- Peter Chelsom - Amori in città... e tradimenti in campagna (Town & Country)
- Vondie Curtis-Hall - Glitter
- Renny Harlin - Driven

### Peggior sceneggiatura
- Freddy Got Fingered - scritto da Tom Green e Derek Harvie
- Driven - scritto da Sylvester Stallone, Jan Skrentny e Neal Tabachnick
- Glitter - sceneggiatura di Kate Lanier e Cheryl L. West
- Pearl Harbor - scritto da Randall Wallace
- La rapina (3000 Miles to Graceland) - scritto da Richard Recco e Demian Liechtenstein

### Peggior coppia
- Tom Green e qualsiasi animale di cui abbia abusato - Freddy Got Fingered
- Ben Affleck e a scelta tra Kate Beckinsale o Josh Hartnett - Pearl Harbor
- Il balconcino di Mariah Carey - Glitter
- Burt Reynolds e Sylvester Stallone - Driven
- Kurt Russell e Kevin Costner o Courteney Cox - La rapina (3000 Miles to Graceland)

### Peggior remake o sequel
- Planet of the Apes - Il pianeta delle scimmie (Planet of the Apes), regia di Tim Burton
- Crocodile Dundee 3 (Crocodile Dundee in Los Angeles), regia di Simon Wincer
- Jurassic Park III, regia di Joe Johnston
- Pearl Harbor, regia di Michael Bay
- Sweet November - Dolce novembre (Sweet November), regia di Pat O'Connor

## Statistiche vittorie/candidature
Premi vinti/candidature:
- 5/8 - Freddy Got Fingered
- 3/3 - Planet of the Apes - Il pianeta delle scimmie (Planet of the Apes)
- 1/7 - Driven
- 1/6 - Glitter
- 1/3 - Amori in città... e tradimenti in campagna (Town & Country)
- 1/1 - Come cani e gatti (Cats & Dogs)
- 0/6 - Pearl Harbor
- 0/5 - La rapina (3000 Miles to Graceland)
- 0/3 - Sweet November - Dolce novembre (Sweet November)
- 0/1 - Hardball
- 0/1 - Unico testimone (Domestic Disturbance)
- 0/1 - Codice: Swordfish (Swordfish)
- 0/1 - Blow
- 0/1 - Il mandolino del capitano Corelli (Captain Corelli's Mandolin)
- 0/1 - Vanilla Sky
- 0/1 - Lara Croft: Tomb Raider
- 0/1 - Original Sin
- 0/1 - Angel Eyes - Occhi d'angelo (Angel Eyes)
- 0/1 - Prima o poi mi sposo (The Wedding Planner)
- 0/1 - Crocodile Dundee 3 (Crocodile Dundee in Los Angeles)
- 0/1 - Jurassic Park III